# Attila rufus
El atila encapuchado o atila de capote gris (Attila rufus) es una especie de ave paseriforme de la familia Tyrannidae perteneciente al género Attila. Es endémico de Brasil. 

## Distribución y hábitat

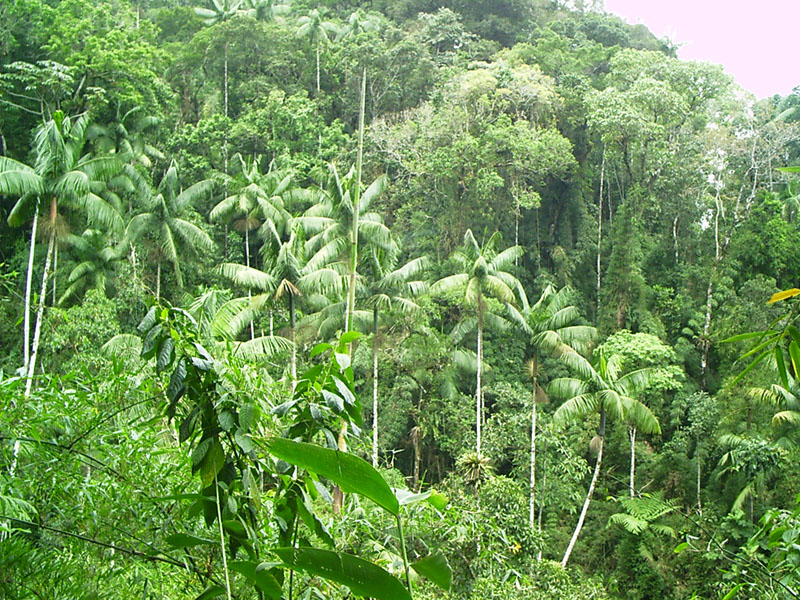
Mata Atlántica en el Parque nacional de Itatiaia, Río de Janeiro, ejemplo de hábitat de la especie.

Se distribuye por la franja costera atlántica de Brasil, desde Bahía y Minas Gerais, al sur hasta Río Grande del Sur.
Esta especie es considerada bastante común en sus hábitats naturales: el sub-dosel, el estrato medio y los bordes de bosques húmedos de la Mata Atlántica, desde el nivel del mar hasta los 1500 m de altitud.

## Sistemática

### Descripción original
La especie A. rufus fue descrita por primera vez por el naturalista francés Louis Pierre Vieillot en 1819 bajo el nombre científico Tyrannus rufus; su localidad tipo es: «Brasil, restringido posteriormente para Río de Janeiro».

### Etimología
El nombre genérico masculino «Attila» se refiere al guerrero Atila (406-453), rey de los hunos, en relación con la característica agresividad de estas especies; y el nombre de la especie «rufus», en latín significa ‘rojizo’

### Subespecies
Según las clasificaciones del Congreso Ornitológico Internacional (IOC) y Clements Checklist/eBird se reconocen dos subespecies, con su correspondiente distribución geográfica:
- Attila rufus hellmayri Pinto, 1935 – sur y centro de Bahía, este de Brasil.
- Attila rufus rufus (Vieillot), 1819 – sureste de Brasil, desde el este de Minas Gerais y Espírito Santo al sur hasta el noreste de Río Grande del Sur.